# Máximo Perrone
Máximo Perrone (Buenos Aires, 2003. január 7. –) argentin korosztályos válogatott labdarúgó, a Como középpályása.

## Pályafutása

### Klubcsapatokban
Perrone szülővárosában, a Vélez Sarsfield csapatának akadémiáján kezdett el futballozni. Az argentin élvonalban 2022. június 5-én debütált egy Patronato elleni mérkőzésen. A Vélez Sarsfield csapatában összesen tizenöt bajnoki mérkőzésen két gólt szerzett. 2023 januárjában szerződtette őt a Manchester City csapata, amelyben 2023. február 25-én debütált egy Bournemouth elleni Premier League mérkőzésen.
2023. augusztus 23-án a 2023–2024-es szezonra kölcsönbe igazolt a La Ligában szereplő Las Palmas csapatához. 2024. augusztus 25-én a Como kölcsönben szerződtette a kölcsönt illető hosszabbítási opcióval. 2025. július 18-án négyéves szerződést írt alá a klubbal.

### A válogatottban
Többszörös argentin utánpótlás válogatott; tagja volt a 2023-as U20-as labdarúgó-világbajnokságon szerepelt argentin csapatnak.

## Sikerei, díjai

### Klub
- Manchester City
  - UEFA-bajnokok ligája győztes: 2022–2023